# Breath of Fire III
Breath of Fire III är ett TV-spel för Playstation.
Spelet handlar om en pojke med speciella egenskaper. På sin resa för att få reda på mer om sig själv och sitt ursprung, träffar han många människor och varelser, varav några av dessa blir hans vänner och följeslagare. Det blir förstås strider med monster och allehanda odjur också.